# Turbinicarpus schmiedickeanus macrochele
Turbinicarpus schmiedickeanus subsp. macrochele es una especie fanerógama de la familia Cactaceae. Es un cactus con un solo tallo, de forma un poco globosa y que se va volviendo cilíndrico con la edad, mide hasta 3 cm de altura y 4 cm de diámetro, de color verde grisáceo hacia la punta y castaño oscuro hacia la raíz; la punta es lanosa. Las flores son hermafroditas, pero necesitan del polen de otras plantas para fecundarse, son polinizadas por insectos alados y por hormigas. tienen forma de embudo alargado, de hasta 3 cm de longitud y 3.5 cm de diámetro; de color rosado con una franja central en los tépalos de color rojizo a castaño. El fruto es una baya de hasta 7 mm de longitud, de color castaño claro. Se distribuye a través de las semillas, las cuales tienen forma de huevo, de aproximadamente 1.5 mm de longitud, de color negro son dispersadas por animales, el agua y el viento. Esta especie se reproduce varias veces durante su vida (estrategia de reproducción policarpica).

## Clasificación y descripción
Plantas con un solo tallo, de forma casi globosa a cilíndrica, de 1.5 a 3 cm de altura y 2 a 4 cm de diámetro, de color verde oscuro grisáceo y castaño oscuro hacia abajo; ápice con lana blanca, sobrepasado por las espinas. Tubérculos de aproximadamente 1.3 cm de espesor y 6 mm de altura. Axilas sin pelos ni glándulas. Aréolas en la punta de los tubérculos, circulares hasta ovales, de 2.5 a 3.5 mm de diámetro, con lana blanca. Espinas de 2 a 5, de longitud desigual, de hasta 4 mm de longitud y 0.5 a 0.8 mm de anchura, erectas y curvas. Flor a veces sólo una y grande en cada planta, o a veces varias y más pequeñas, brotando en las aréolas de los tubérculos jóvenes, angostamente infundibuliforme, de 2 a 3 cm de longitud y hasta 3.5 cm de diámetro; nectario en forma de anillo, en la base del estilo; anteras pequeñas, globosas, amarillas; estilo de alrededor de 1 cm de longitud y 1 mm de diámetro, lóbulos del estigma 5 o 6, de cerca de 4 mm de longitud, de color rosa. Fruto una baya, de 6 a 7 mm de longitud y 4 a 5 mm de diámetro; de color castaño claro. Semillas ovoides, de 1.4 a 1.5 mm de longitud, negras y tuberculadas. Raíz napiforme con pequeñas raíces secundarias.

## Distribución
Esta especie es endémica de México. Se distribuye la montaña El Fraile, al oeste de Matehuala, y en varias otras localidades al este de esa ciudad, cerca de los límites de los estados de San Luis Potosí y Nuevo León

## Hábitat
Se desarrolla en sitios con matorral xerófilo.

## Estado de conservación
Se conoce muy poco sobre la biología de esta especie, se considera que sus poblaciones decrecen. Se encuentra listada en la NOM-059-SEMARNAT-2010 con la categoría Amenazada (A), en la Unión Internacional para la Conservación de la Naturaleza (UICN) como Casi Amenazada (Near threatened) (NT), sin embargo, la UICN reconoce doce especies de Turbinicarpus schmiedickeanus: la nominal y las subespecies andersonii, bonatzii, dickinsoniae, flaviflorus, gracilis, jauernigii, klinkerianus, macrochele, rioverdensis, rubriflorus y schwarzii. Ninguna subespecie se evaluó por separado en 2013, por lo que la categoría de riesgo se aplica a todas las subespecies, agrupadas bajo el nombre de Turbinicarpus schmiedickeanus. Este género se incluye en el Apéndice I de la CITES. Y al ser una especie amenazada en México, su manejo se halla regulado bajo el Código Penal Federal, la Ley General del Equilibrio Ecológico y Protección al Ambiente y la Ley General de Vida Silvestre (México)

## Usos
Ornamental 